# توماس استیلتیس
توماس یوآنس استیلتیس (به هلندی: Thomas Joannes Stieltjes)؛ (۲۹ دسامبر ۱۸۵۶ - ۳۱ دسامبر ۱۸۹۴) یک ریاضیدان هلندی بود. او در زمینه مسائل گشتاور در آمار ریاضی پیشگام بود و در مطالعه کسرهای مسلسل مشارکت داشت. انتگرال ریمان-استیلتس به نام او و ریمان نامگذاری شده است.